# Man'yōshū
Man'yōshū (万葉集, man'yōshū, "Coleção das Dez Mil Folhas") é a mais antiga coleção da poesia japonesa, compilada em torno de 759 d.C., durante o período Nara. Seções desta coleção estão preservadas na biblioteca da Universidade Colúmbia. A antologia é uma das mais reverenciadas dentre as compilações poéticas japonesas. Acredita-se que o  compilador seja   Ōtomo no Yakamochi ,  apesar de inúmeras outras teorias terem sido propostas. A coletânea contém poemas de 347 a 759 d.C, a maioria deles representando o período posterior a 600.
A coletânea é dividida em vinte partes ou livros; este número se manteve na maior parte das coletâneas posteriores. A coletânea contém 265 chōka (長歌, poemas longos), 4.207 tankas (短歌, poemas curtos), um  tan-renga (短連歌, curto poema conectivo), um  bussokusekika (仏足石歌)  (poemas sobre os caminhos de Buda no Yakushi-ji em Nara, quatro kanshi (poemas chineses), e 22 passagens de prosa chinesa. Diferentemente de outras coletâneas, como a Kokin Wakashū, não há prefácio.
Esta é a primeira grande coleção de poesia nativa do Japão, e foi escrita em caracteres chineses, no final do século VIII.